# ماریان گوسوایله
ماریان گوسوایله (به آلمانی: Marianne Gossweiler) (زادهٔ ۱۵ مهٔ ۱۹۴۳ میلادی در شفوزان) یک سوارکار زن رشتهٔ درساژ اهل کشور سوئیس است. او در بازی‌های المپیک تابستانی ۱۹۶۴ توکیو و در بخش درساژ انفرادی (مقام هفتم) را بدست آورد و در بخش تیمی نیز برندهٔ مدال نقره شد. وی همچنین در بازی‌های المپیک تابستانی ۱۹۶۸ موفق به کسب مدال تیمی رشتهٔ درساژ شد. او با ورزشکار رشتهٔ قایقرانی روئینگ اورس فرانکهاوزر ازدواج کرده‌است.